# 海部宣男

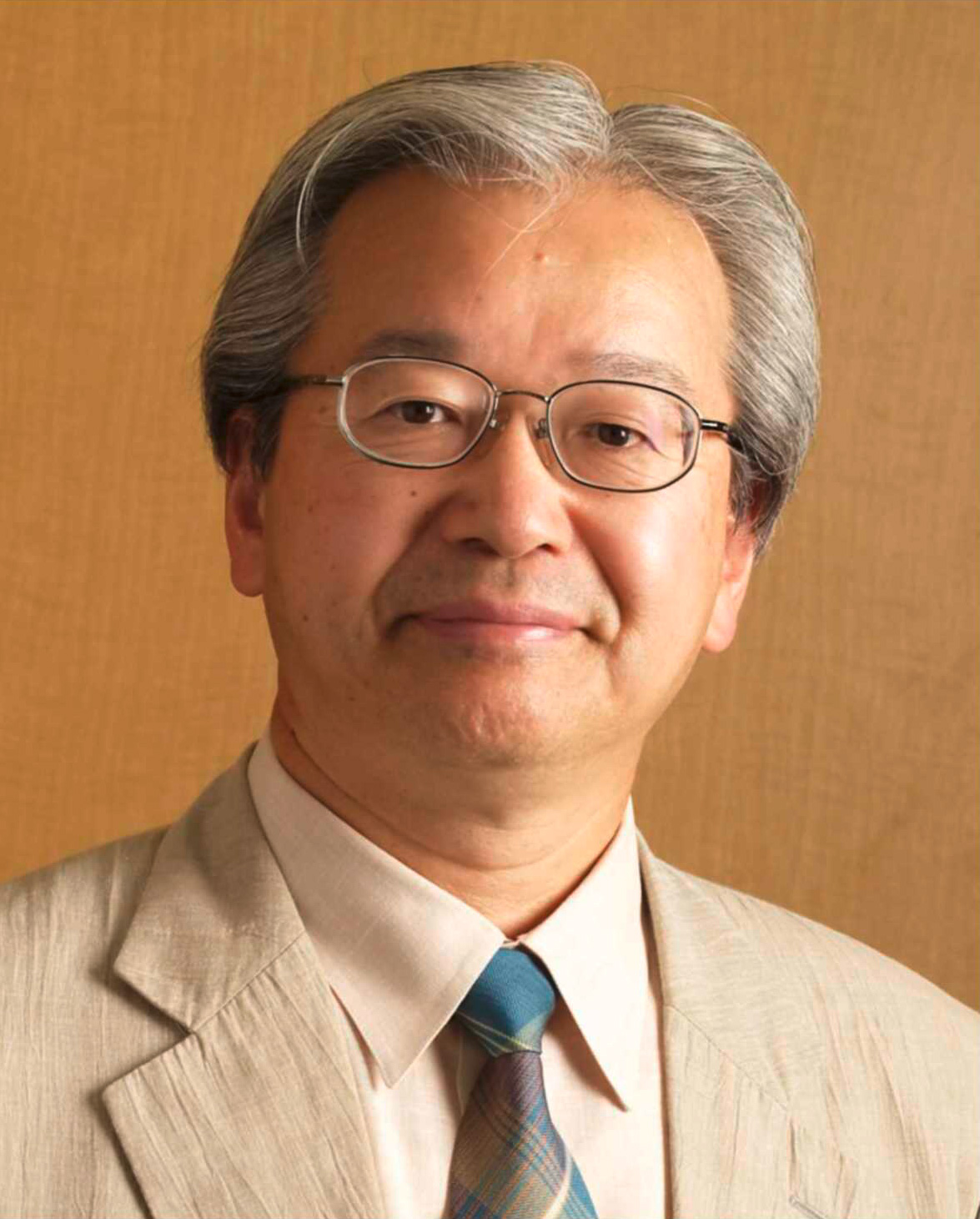
海部宣男

海部宣男（日语：／ Kaifu Norio，1943年9月21日—2019年4月13日），出生於日本新潟縣新潟市，天文學家，曾任日本國立天文台台長。

## 生平
1966年，海部宣男畢業於東京大學教養學部基礎科學科，之後完成東大大學院理學研究科天文學碩士課程。1969年成為東大理學部助手，1979年任職該大學東京天文台的助教授，並於1987年晉升為教授。在該台改組成為國立天文台之後，成為國立天文台教授，他亦是國立天文台夏威夷觀測所的首任所長。在2000年4月，晉升為國立天文台第三代台長。2012年起擔任國際天文聯會（IAU）主席。
主要研究範疇為星系與恆星形成方面的毫米波、亞毫米波及红外線天文研究。
小行星6412“海部”便是以他的姓氏來命名的。
另外，前日本首相海部俊樹是他的堂兄。2008年諾貝爾物理學獎得主小林诚是同輩遠親。
2019年4月13日因胰腺癌去世。
1. ↑  . 2019年4月15日  [2019年4月15日]. （原始内容存档于2019年4月15日） （日语）.